# Vilazodon
Vilazodon ist der internationale Freiname für einen antidepressiv wirksamen Arzneistoff. Der Wirkstoff wurde am 21. Januar 2011 von der US-amerikanischen Food and Drug Administration (FDA) als Arzneimittel unter dem Markennamen Viibryd zugelassen. Die Substanz ist verschreibungspflichtig, arzneilich verwendet wird das Vilazodonhydrochlorid.

## Wirkungsweise
Vilazodon wirkt auf zweifache Weise. Primär ist es ein selektiver Serotonin-Wiederaufnahmehemmer und es wirkt außerdem als Partialagonist selektiv auf den 5-HT1A-Rezeptor. Die Affinität zu den anderen 5-HT-Rezeptoren ist dagegen sehr gering. Dieses Wirkprinzip ist bisher einzigartig. Es kombiniert die Wirkmechanismen der bis dahin üblichen Erstlinientherapie (first-line therapy) mit der Zweitlinientherapie (second-line therapy).

## Nebenwirkungen
Vilazodon wird im Allgemeinen gut toleriert. Zu den wesentlichen Nebenwirkungen gehören Durchfall, Übelkeit und Kopfschmerz. Im Gegensatz zu anderen Antidepressiva scheint Vilazodon keine Einflussnahme auf das Körpergewicht und die sexuellen Funktionen der Patienten zu haben (siehe auch: Serotonin-Wiederaufnahmehemmer#Unerwünschte Wirkungen).

## Entwicklungsgeschichte
Vilazodon wurde ursprünglich von der Merck KGaA entwickelt und 1993 patentiert. Der Markteintritt war für 2005 geplant. Die ursprüngliche maximale Dosis betrug 20 mg. Im Februar 2001 vergab Merck eine Lizenz an GlaxoSmithKline. Beide Unternehmen wollten Vilazodon gemeinsam weiterentwickeln und nach der Zulassung vermarkten.
Die Substanz durchlief 15 Phase-I- und 5 Phase-II-Studien, in denen kein gesicherter Nachweis für eine signifikante Wirksamkeit erbracht werden konnte. Im September 2004 vergab Merck dann die weltweiten Exklusivrechte an das US-amerikanische Biotechnologieunternehmen Genaissance Pharmaceuticals. Im Juni 2005 wurde Genaissance Pharmaceuticals von Clinical Data, Inc. übernommen. Von Februar 2006 bis Mai 2007 wurde von Genaissance Pharmaceuticals mit Vilazodon eine Phase-III-Studie zur Ermittlung der Wirksamkeit und möglicher genetischer Marker durchgeführt.
Die Firma Trovis Pharmaceuticals, LLC (ehemals PGxHealth, LLC), eine 100%ige Tochtergesellschaft von Clinical Data, führte von März 2008 bis März 2009 eine randomisierte placebokontrollierte Doppelblindstudie (Phase III) mit Vilazodone und einer Dosis von 40 mg Wirkstoff durch. Eine offene Phase-III-Studie lief von Dezember 2007 bis Mai 2009. In diesen Studien konnte ein Nachweis der Wirksamkeit erbracht werden, was zur Zulassung von Vilazodone durch die FDA führte.
Bei der Trennungsangststörung bei Erwachsenen verbesserte sich durch Einnahme von Vilazodon im Vergleich zu Placebo sowohl die Symptomatik als auch die Lebensqualität.
Im April 2011 wurde Clinical Data von Forest Laboratories übernommen.

## Pharmakologische Eigenschaften
Vilazodon wird peroral verabreicht und hat eine Plasmahalbwertszeit von 20 bis 24 Stunden. Die Bioverfügbarkeit liegt bei ca. 72 %.

## Synthese
Die Synthese von Vilazodon verläuft über zwei Synthesewege zu zwei Vorstufen, deren Kondensation zur Zielverbindung führt. Der erste Syntheseweg startet vom Indol-5-carbonitril, das zunächst mit 4-Chlorbutyrochlorid umgesetzt wird. Eine Reduktion der Ketofunktion im Zwischenprodukt ergibt die Vorstufe 3-(4-Chlorbutyl)-1H-indol-5-carbonitril. Im zweiten Syntheseweg wird 5-Nitrobenzofuran-2-carbonsäureethylester zunächst in einer katalytischen Hydrierung zur Aminzwischenstufe reduziert. Der Aufbau der Piperidinstruktur erfolgt durch die Umsetzung mit Bis(2-chlorethyl)-amin. Mit einer Schutzguppeneinführung und -spaltung vor und nach der Umwandlung der Carbonsäureethylesterfunktion mittels Formamid resultiert das 5-(1-Piperazinyl)benzofuron-2-carboxamid.
Eine Variante der Synthese wird mit einem mittels Tosylgruppe geschützten Indol-5-carbonitril geführt. Als alternative Synthese der Vorstufe 3-(4-Chlorbutyl)-1H-indol-5-carbonitril wurde die Umsetzung von 4-Cyanophenylhydrazin mit 6-Chlorhexanal oder 6-Hydroxyhexanal vorgeschlagen.

## Weiterführende Literatur
- M. P. Cruz: Vilazodone HCl (Viibryd): A Serotonin Partial Agonist and Reuptake Inhibitor For the Treatment of Major Depressive Disorder. In: P & T. Band 37, Nummer 1, Januar 2012, S. 28–31, PMID 22346333, PMC 3278186 (freier Volltext).
- A. Khan, A. J. Cutler, D. K. Kajdasz, S. Gallipoli, M. Athanasiou, D. S. Robinson, H. Whalen, C. R. Reed: A randomized, double-blind, placebo-controlled, 8-week study of vilazodone, a serotonergic agent for the treatment of major depressive disorder. In: The Journal of clinical psychiatry Band 72, Nummer 4, April 2011, S. 441–447, doi:10.4088/JCP.10m06596. PMID 21527122.
- L. A. Dawson, J. M. Watson: Vilazodone: a 5-HT1A receptor agonist/serotonin transporter inhibitor for the treatment of affective disorders. In: CNS Neuroscience & Therapeutics Band 15, Nummer 2, 2009, S. 107–117, PMID 19499624. (Review).
- R. Adamec, G. D. Bartoszyk, P. Burton: Effects of systemic injections of vilazodone, a selective serotonin reuptake inhibitor and serotonin 1A receptor agonist, on anxiety induced by predator stress in rats. In: European Journal of Pharmacology Band 504, Nummer 1–2, November 2004, S. 65–77, doi:10.1016/j.ejphar.2004.09.009. PMID 15507223.
- T. Heinrich, H. Böttcher, R. Gericke, G. D. Bartoszyk, S. Anzali, C. A. Seyfried, H. E. Greiner, C. Van Amsterdam: Synthesis and structure–activity relationship in a class of indolebutylpiperazines as dual 5-HT(1A) receptor agonists and serotonin reuptake inhibitors. In: Journal of Medicinal Chemistry Band 47, Nummer 19, September 2004, S. 4684–4692, doi:10.1021/jm040793q. PMID 15341484.
- D. Treit, A. Degroot, S. Kashluba, G. D. Bartoszyk: Systemic EMD 68843 injections reduce anxiety in the shock-probe, but not the plus-maze test. In: European journal of pharmacology Band 414, Nummer 2–3, März 2001, S. 245–248, PMID 11239925.
- H. Murck, R. M. Frieboes, I. A. Antonijevic, A. Steiger: Distinct temporal pattern of the effects of the combined serotonin-reuptake inhibitor and 5-HT1A agonist EMD 68843 on the sleep EEG in healthy men. In: Psychopharmacology Band 155, Nummer 2, Mai 2001, S. 187–192, PMID 11401008.
- E. A. Rabiner, R. N. Gunn, M. R. Wilkins, P. A. Sargent, E. Mocaer, E. Sedman, P. J. Cowen, P. M. Grasby: Drug action at the 5-HT(1A) receptor in vivo: autoreceptor and postsynaptic receptor occupancy examined with PET and [carbonyl-(11)C]WAY-100635. In: Nuclear medicine and biology Band 27, Nummer 5, Juli 2000, S. 509–513, PMID 10962259.